# Diocesi di San Bartolomé de Chillán
La diocesi di San Bartolomé de Chillán (in latino Dioecesis Sancti Bartholomaei de Chillán) è una sede della Chiesa cattolica in Cile suffraganea dell'arcidiocesi di Concepción. Nel 2022 contava 357.890 battezzati su 511.720 abitanti. La sede è vacante.

## Territorio
La diocesi comprende la provincia cilena di Ñuble (Regione del Bío Bío), ad eccezione dei comuni di Coelemu e di Ránquil che appartengono all'arcidiocesi di Concepción.
Sede vescovile è la città di Chillán, dove si trova la cattedrale di San Bartolomeo apostolo.
Il territorio si estende su 12.461 km² ed è suddiviso in 31 parrocchie, raggruppate in 4 decanati.

### Parrocchie

#### Decanato Chillán
- El Sagrario (cattedrale), Chillán
- San Francesco, Chillán
- San Paolo, Chillán
- Sacra Famiglia, Chillán
- Nostra Signora della Mercede, Chillán
- Buon Pastore, Chillán
- San Domenico, Chillán
- Il Divino Salvatore, Chillán
- San Vincenzo de Paoli, Chillán
- San Bernardo, Chillán Viejo
- San Giovanni di Dio, Chillán
- Nostra Signora di Fatima, Colliguay (Chillán)
- Nostra Signora del Transito, Pinto
- Sacro Cuore di Gesù, Coihueco

#### Decanato Nord
- San Carlo Borromeo, San Carlos
- Santissima Trinità, San Carlos
- San Gregorio, San Gregorio
- San Fabiano, San Fabián
- Santissima Trinità, Cachapoal

#### Decanato Costa
- Cristo Re, San Nicolás
- Nostra Signora del Carmine, Portezuelo
- Dolce Nome di Gesù, Quirihue
- San Giuseppe, Cobquecura
- Nostra Signora del Rosario, Ninhue

#### Decanato Sud
- Santissima Croce, Bulnes
- Immacolata Concezione, Quillón
- San Michele, Yungay
- San Giuseppe, Pemuco
- Nostra Signora del Carmine, El Carmen
- Sant'Ignazio, San Ignacio
- Nostra Signora di Guadalupe, Quiriquina

## Storia
Nel 1916 Chillán, parte della diocesi di Concepción (oggi arcidiocesi), fu affidata a un governatore ecclesiastico dipendente dal vescovo di Concepción. Il primo governatore ecclesiastico, Reinaldo Muñoz Olave, era dotato di carattere episcopale.
La diocesi di Chillán fu eretta il 18 ottobre 1925 con la bolla Notabiliter aucto di papa Pio XI.
Originariamente era suffraganea dell'arcidiocesi di Santiago del Cile, il 20 maggio 1939 entrò a far parte della provincia ecclesiastica di Concepción.
Il 10 gennaio 1963 cedette alcune parrocchie alla diocesi di Linares.
Il 1º novembre 2017 ha assunto il nome attuale, in forza del decreto Multum conferre della Congregazione per i vescovi.

## Cronotassi dei vescovi
Si omettono i periodi di sede vacante non superiori ai 2 anni o non storicamente accertati.
- Reinaldo Muñoz Olave † (1º marzo 1916 - 1920 dimesso) (governatore ecclesiastico)
- Zacarías Muñoz Henríquez † (1920 - 1921 deceduto) (governatore ecclesiastico)
- Luis Arsenio Venegas Henríquez † (1922 - 1924 deceduto) (governatore ecclesiastico)

- Martín Rucker Sotomayor † (14 dicembre 1925[3] - 6 gennaio 1935 deceduto)
- Jorge Larraín Cotapos † (20 marzo 1937 - 10 agosto 1955 deceduto)
- Eladio Vicuña Aránguiz † (28 agosto 1955 - 16 luglio 1974 nominato arcivescovo di Puerto Montt)
- Francisco José Cox Huneeus, P.Schönstatt † (14 dicembre 1974 - 9 novembre 1981 dimesso)
- Alberto Jara Franzoy † (30 aprile 1982 - 25 marzo 2006 ritirato)
- Carlos Eduardo Pellegrín Barrera, S.V.D. (25 marzo 2006 - 21 settembre 2018 dimesso)
- Sergio Hernán Pérez de Arce Arriagada, SS.CC.[4] (5 febbraio 2020 - 16 maggio 2024 nominato arcivescovo di Concepción)

## Statistiche
La diocesi nel 2022 su una popolazione di 511.720 persone contava 357.890 battezzati, corrispondenti al 69,9% del totale.
| anno | popolazione | popolazione | popolazione | presbiteri | presbiteri | presbiteri | presbiteri                | diaconi | religiosi | religiosi | parrocchie |
| anno | battezzati  | totale      | %           | numero     | secolari   | regolari   | battezzati per presbitero | diaconi | uomini    | donne     | parrocchie |
| ---- | ----------- | ----------- | ----------- | ---------- | ---------- | ---------- | ------------------------- | ------- | --------- | --------- | ---------- |
| 1948 | 258.552     | 287.279     | 90,0        | 75         | 35         | 40         | 3.447                     |         | 57        | 102       | 26         |
| 1966 | 250.000     | 300.000     | 83,3        | 77         | 40         | 37         | 3.246                     |         | 40        | 120       | 28         |
| 1970 | 259.050     | 314.000     | 82,5        | 58         | 33         | 25         | 4.466                     |         | 26        | 110       | 28         |
| 1973 | 262.422     | 358.595     | 73,2        | 46         | 24         | 22         | 5.704                     | 16      | 27        | 95        | 30         |
| 1980 | 301.000     | 361.000     | 83,4        | 41         | 26         | 15         | 7.341                     | 24      | 17        | 105       | 30         |
| 1990 | 375.000     | 418.000     | 89,7        | 43         | 29         | 14         | 8.720                     | 17      | 14        | 112       | 28         |
| 1999 | 355.000     | 432.383     | 82,1        | 45         | 33         | 12         | 7.888                     | 21      | 12        | 95        | 31         |
| 2000 | 353.000     | 433.393     | 81,5        | 45         | 32         | 13         | 7.844                     | 21      | 13        | 95        | 31         |
| 2001 | 311.000     | 441.231     | 70,5        | 44         | 32         | 12         | 7.068                     | 20      | 12        | 97        | 31         |
| 2002 | 305.200     | 436.002     | 70,0        | 46         | 33         | 13         | 6.634                     | 31      | 17        | 104       | 31         |
| 2003 | 305.200     | 436.002     | 70,0        | 53         | 39         | 14         | 5.758                     | 31      | 23        | 99        | 31         |
| 2004 | 305.200     | 436.002     | 70,0        | 53         | 38         | 15         | 5.758                     | 31      | 18        | 83        | 31         |
| 2006 | 304.000     | 441.000     | 68,9        | 54         | 37         | 17         | 5.629                     | 37      | 19        | 80        | 31         |
| 2013 | 324.900     | 464.000     | 70,0        | 49         | 40         | 9          | 6.630                     | 32      | 12        | 68        | 31         |
| 2016 | 334.473     | 477.964     | 70,0        | 48         | 40         | 8          | 6.968                     | 30      | 10        | 69        | 31         |
| 2017 | 337.820     | 482.745     | 70,0        | 49         | 41         | 8          | 6.894                     | 34      | 11        | 69        | 31         |
| 2020 | 347.740     | 497.000     | 70,0        | 40         | 34         | 6          | 8.693                     | 31      | 7         | 59        | 31         |
| 2022 | 357.890     | 511.720     | 69,9        | 36         | 29         | 7          | 9.941                     | 32      | 7         | 54        | 31         |